# Androsace caduca
Androsace caduca är en viveväxtart som beskrevs av Pavel Nikolaevich Ovczinnikov. Androsace caduca ingår i släktet grusvivor, och familjen viveväxter. Inga underarter finns listade i Catalogue of Life.